# Dinamo Rugby București
La Dinamo Rugby București è la sezione di rugby a 15 della società polisportiva rumena Dinamo București, in italiano nota anche come Dinamo Bucarest.
Fondata nel 1949, si è aggiudicata 16 campionati rumeni, il più recente dei quali nel 2008, e 10 coppe di Romania.

## Palmarès
- Coppa dei Campioni FIRA: 1
1966-67
- Campionati rumeni: 16
1950-51, 1951-52, 1955-56, 1964-65, 1968-69, 1981-82, 1990-91, 1993-94, 1995-96, 1997-98
1999-2000, 2000-01, 2001-02, 2003-04, 2006-07, 2007-08
- Coppa di Romania di rugby a 15: 10